# Marc Bober
Marc Bober (Vilvoorde, 10 juni 1944) is een Vlaams acteur. Hij is vooral bekend uit de televisiereeks Familie waarin hij de rol van advocaat meester Balencourt gespeeld heeft.
Heel typerend was dat hij van 1992 tot 1995 in de tekenfilmreeks Beestenbos is boos de stem speelde van het personage "Das". Das was duidelijk een van de belangrijkste personages in Beestenbos en zijn stem werd dus constant gebruikt. In de jaren 90 was hij de advocaat van onder andere Didier De Kunst, Rita Van den Bossche en Diederik Truyman (alias Salomon) in Familie. Later was hij nog de advocaat van onder andere Elke Baertsoen, Micheline Hoefkens, Peter Van den Bossche en de bedrijfsadvocaat van VDB Electronics. In 2001 was hij ook de verteller van de documentaire over La Esterella: La Esterella – Immer schijnen.

## Werk
- Apathische man (2023) in Alter Ego
- ? (2018) in Kosmoo
- Lucien De Kleyn (2018) in Professor T.
- Robbert Van Gramberen (2017) in Ghost Rockers
- Penningmeester (2016), Frans (2013), Eerwaarde (2002) en politieman (1996) in De Kotmadam
- Camiel Dierickx (2016) in Zaak De Zutter
- Professor Nitriet (2011) in ROX
- Karel (2010) in Goesting
- Juwelier (2008) en universiteitsprofessor (2005) in Zone Stad
- Klaus de circusclown (2008) in Spring
- Priester (2007) in Verschoten & Zoon
- Willy (2007), dokter Verbiest (2004), dokter Alain Caudron (2002) en Georges Spruyt (2000) in Spoed
- Goochelaar Maldini (2006) in Mega Mindy
- Butler (2006) in Aspe
- Willy Pleysier (2002 tot 2004) in Thuis
- Notaris (2005) in En daarmee basta!
- Rechter Van Opzee (2004) in De Wet volgens Milo
- Agent (2004) en dopinginspecteur (1996) in F.C. De Kampioenen
- Sinterklaas (2004) in De Pietenbende van Sinterklaas
- Henri Muylle (2002) en Louis Van Limburg (1998) in Recht op Recht
- Eerwaarde (2002) en politieman (1996) in De Kotmadam
- Fernand (2002) in Café Majestic
- Professor Warhoofd (2001) in Big en Betsy
- Jesus (2000-2001) in Wittekerke
- Kolonel (2000) in 2 Straten verder
- Rijkswachter (1997) in Windkracht 10
- Meester Balencourt (1995-2002, 2006-2009) in Familie
- Vettige Jean (1996-1997) in Nonkel Jef
- Pastoor (1995-1996) in Lili en Marleen
- Stem van Das (1992-1995) in Beestenbos is boos
- Hypnotiseur (1994) in Chez bompa Lawijt
- Mauro (1994) in De Put
- Leon Van Aken (1994) in Niet voor Publikatie
- Ronny de Cock (1994) in Interflix
- Rudy (1994) in John
- Eugène Augustus (1993-1994) in Zomerrust
- ? (1994) in Bex & Blanche
- ? (1990) in Commissaris Roos
- Vader van Annie (1989) in Sarah? Sarah!
- Jan Tamboer (1985) in De vulgaire geschiedenis van Charelke Dop
- ? (1984) in Egmont
- Harry Weyler (1982) in Ekster
- Hans Malfliet (1981) in Het Feestkomitee
- Ricardo (1979) in Filumena
- Postbode (1979) in Een vrouw tussen hond en wolf
- Kapelaan (1979) in Maria Speermalie
- Fred (1978) in In alle stilte
- ? (1978) in Dirk van Haveskerke
- Knocker White (1978) in Het huwelijksfeest
- ? (1977) in De opkopers
- ? (1977) in Rubens, schilder en diplomaat
- ? (1977) in De Emigranten
- Stefan (1977) in Circus Rondau
- Helicon (1975) in Caligula
- Lange (1974) in Magister Maesius
- Soldaat (1973) in Moeder Hanna
- ? (1972) in Jonny en Jessy
- Sgt. Brophy (1971) in Arsenicum en oude kant
- ? (1971) in Mira
- Wallimir de Wandelaar (1971) in Keromar
- ? (1971) in 30 zit- en 79 staanplaatsen
- ? (1970) in Nand in eigen land
- Leduc (1969) in Fabian van Fallada
- Dominee Kimball, bedelaar en agent (1969) in Driestuiversopera
- Kaartspeler (1968) in De avonturen van de brave soldaat Schwejk
- Gedubde stem (1967) in Cash? Cash!
- Figuur priester Museum Ename (pam Ename) (1998)